# Gwary dolnośląskie
Gwary dolnośląskie (niem. polnisch, wasserpolnisch, böhmisch-polnisch) – grupa gwar zaliczana do etnolektu śląskiego, którym posługiwała się rdzenna ludność Dolnego Śląska (Wasserpolen).

## Zasięg występowania

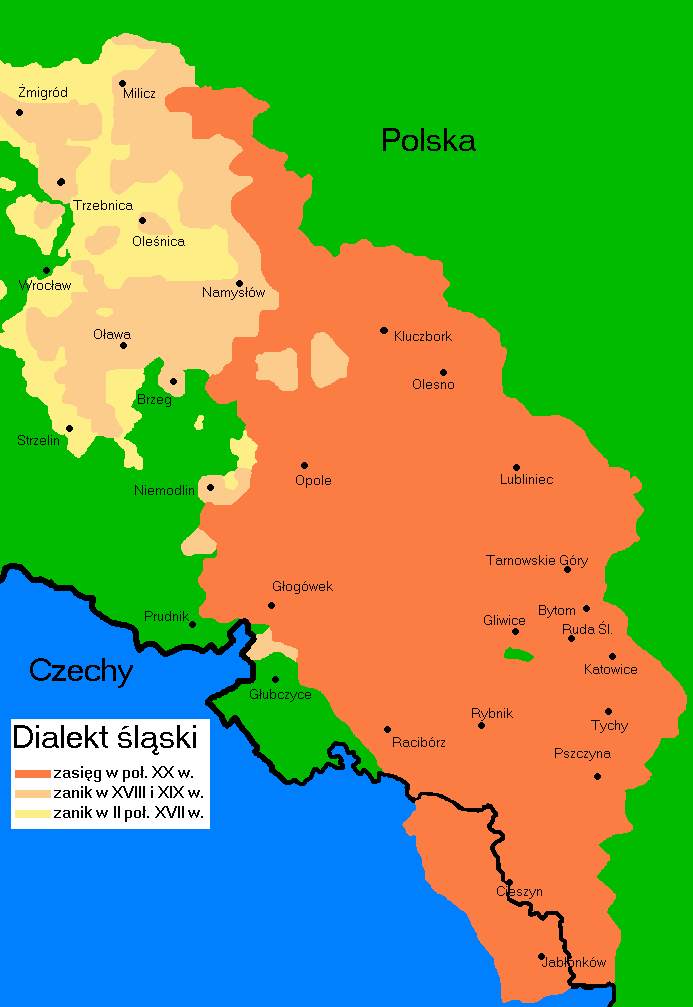
Zanik dialektu śląskiego w XVIII i XIX wieku i zasięg w połowie XX wieku

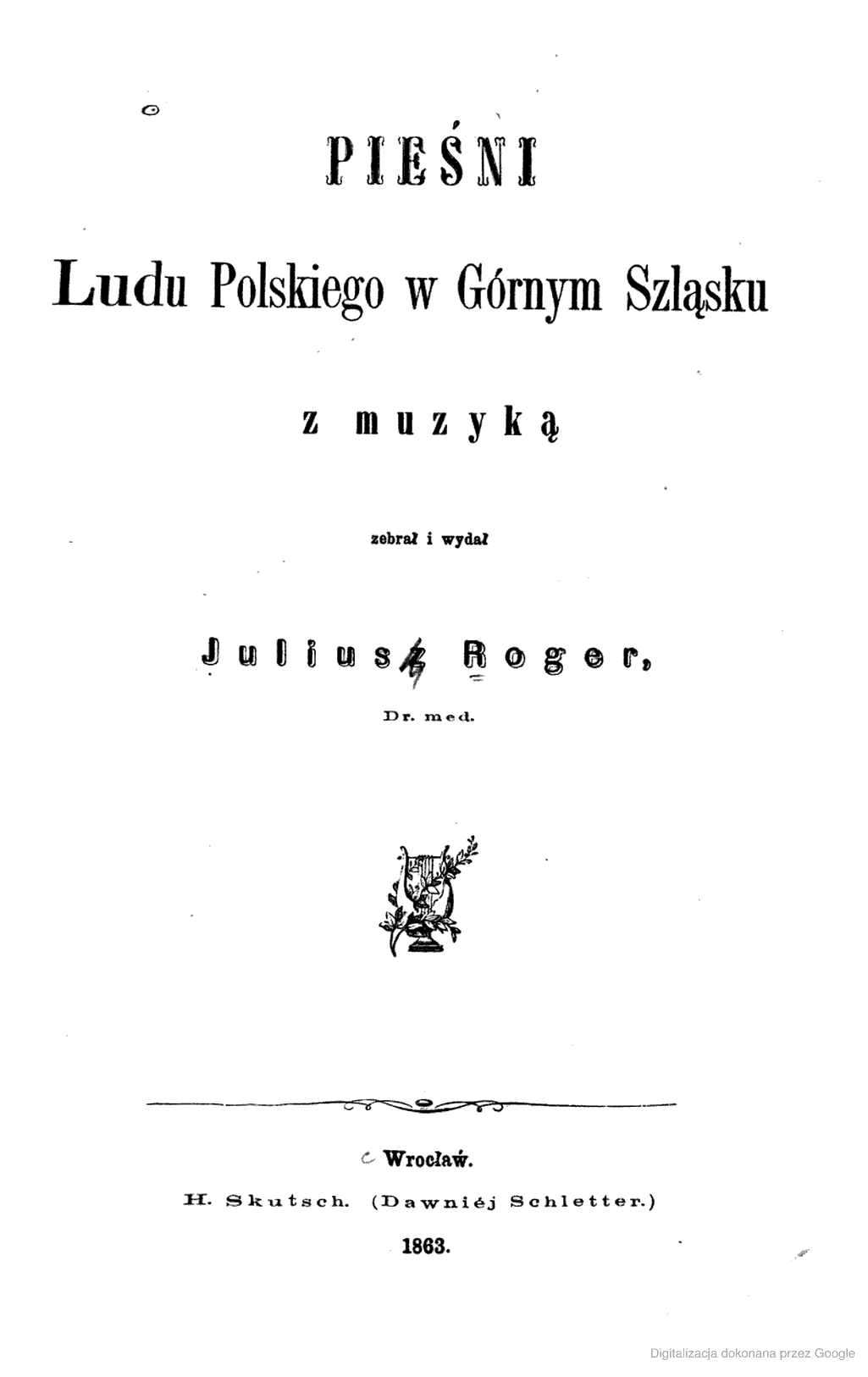
„Pieśni Ludu Polskiego w Górnym Szląsku” autorstwa Juliusza Rogera wydane we Wrocławiu w 1863 roku zawierające kilka pieśni z Dolnego Śląska z okolic Międzyborza oraz Oławy.

Gwary dolnośląskie były mową autochtonicznych mieszkańców Dolnego Śląska od wczesnego średniowiecza. Pierwotną granicą zachodnią występowania dialektu śląskiego była linia rzeki Bóbr, gdzie graniczył on z dialektami Serbów Łużyckich, na północy region obecnej Zielonej Góry, na południu Sudety, gdzie graniczył z dialektami czeskimi. Wielowiekowa germanizacja spowodowała cofanie się zasięgu występowania tego dialektu do stanu obecnego, który zakreśla linia Syców-Opole-Prudnik-Głubczyce.
Z braku źródeł i przekazów pisanych nie potrafimy odtworzyć śląskich gwar słowiańskich, którymi posługiwali się górale sudeccy oraz karkonoscy. Gwary te musiały zaniknąć stosunkowo wcześnie, najpóźniej do początków XVII stulecia. Znane są jedynie niektóre elementy ich folkloru. Według niektórych zaliczać może się do nich Liczyrzepa-Karkonosz, choć może być to także postać z niemieckiego folkloru.
Na podstawie przekazów źródłowych możemy częściowo odtworzyć proces cofania się dialektu śląskiego w wyniku germanizacji w ciągu wieków. W przededniu wojny trzydziestoletniej (1618 rok) granica dialektu przebiegała od granicy wielkopolsko-śląskiej do Odry w okolicach Głogowa. Następnie przebiegała wzdłuż linii Odry przekraczając ją nieznacznie w okolicach Legnicy. Na południe od Wrocławia przekraczał Odrę rozległy klin ludności mówiącej gwarą śląską sięgający po Strzelin i dalej na południe aż po Ząbkowice. Dalej granica dialektu przebiegała wzdłuż linii Odry aż do ujścia Nysy Kłodzkiej. Na południu granicę stanowiła właśnie Nysa Kłodzka. W tym samym czasie źródła potwierdzają istnienie w rejonie Krosna Odrzańskiego wyspy ludności posługującej się gwarą śląską. W wyniku wojny trzydziestoletniej (1618-1648) Ślązaków mówiących gwarą przodków spotkały dotkliwe ciosy.
W przededniu podboju Śląska przez Prusy (1741 r.) zwarta linia dialektu śląskiego sięgała na prawym brzegu Odry po Milicz i Trzebnicę. Na lewym brzegu Odry sięgała po Strzelin. Następnie biegła wzdłuż linii Odry, przekraczając ją na południu w rejonie Raciborza sięgając aż do Głubczyc.
Dolnośląskie gwary okolic Wrocławia przetrwały do XIX stulecia. W latach 1845–1850 nastąpił swoisty renesans dolnośląskiej polszczyzny na Śląsku Średnim, jednak około 1886 władze II Rzeszy Niemieckiej rozpoczęły wielką akcję germanizacyjną.

## Badania
Niemcy określali powszechnie polskie dialekty Śląska mianem „polnisch”, od XVII wieku stosując jednocześnie także określenie 'wasserpolnisch' (wodno-polski), którym początkowo określano mowę flisaków odrzańskich. Stosowano także określenia „plattpolnisch” i „niederschlesisch. Samuel Bandtkie przytacza również jako błędne i mylące określenia „oder-wendisch” oraz „böhmisch-polnisch”. Określenia te nie pojawiają się jednak w literaturze, a w dokumentach państwowych, wizytacjach diecezji wrocławskiej oraz kościoła ewangelickiego dialekty polskie określano prawie zawsze terminem „polnisch”.
Ponieważ Dolny Śląsk był w XIII stuleciu centrum polskich dążeń zjednoczeniowych dialekt dolnośląski miał szansę stać się językiem wiodącym spośród innych dialektów polskich i stać się dialektem podstawowym polskiego języka literackiego. Z powodu załamania się planów i hegemonii książąt wrocławskich tak się jednak nie stało.
W 1603 roku został opracowany przez słoweńskiego uczonego Hieronymusa Megisera (1554-1619) słownik, w którym autor przekazał w nim gwarę ówczesnych mieszkańców okolic Gubina lub Krosna Odrzańskiego. Jest to gwara przejściowa polsko-dolnołużycka nie znająca nosówek pozostająca pod silnym wpływem języka dolnołużyckiego, zawierająca cechy dialektów śląskich i wielkopolskich. Z kolei zachowane zabytki języka serbołużyckiego, którym mówiono wtedy pomiędzy Bobrem a Nysą Łużycką w okolicach Żar, dokumentują silne wpływy dialektów śląskiego na południu i wielkopolskiego na północy oraz obu w pasie pośrednim.
Jeśli chodzi o dolnośląskie gwary okolic Wrocławia to przetrwały one do XIX stulecia, kiedy to Jerzy Samuel Bandtkie, polski uczony działający w latach 1798-1811 we Wrocławiu, a następnie opiekujący się biblioteką Uniwersytetu Jagiellońskiego podjął starania o stworzenie ich słownika. Bandtkie w swoich pracach nad gwarami podwrocławskiej wsi dowiódł, że przynależą one do języka polskiego. Polski gospodarz z okolic Oławy Baltazar Działas (1787-1870) namówiony przez Bandtkiego stworzył tzw. „Słownik Oławski”. Dzięki temu słownikowi wiadomo, że gwara dolnośląska była mazurząca.
Robert Fiedler (1810-1877) napisał w języku niemieckim pracę o polskich gwarach tamtych rejonów (1843), która podobnie jak opracowania Bandtkiego i „Słownik Oławski” pozwala wejrzeć w ów wymarły już dialekt.

## Germanizacja

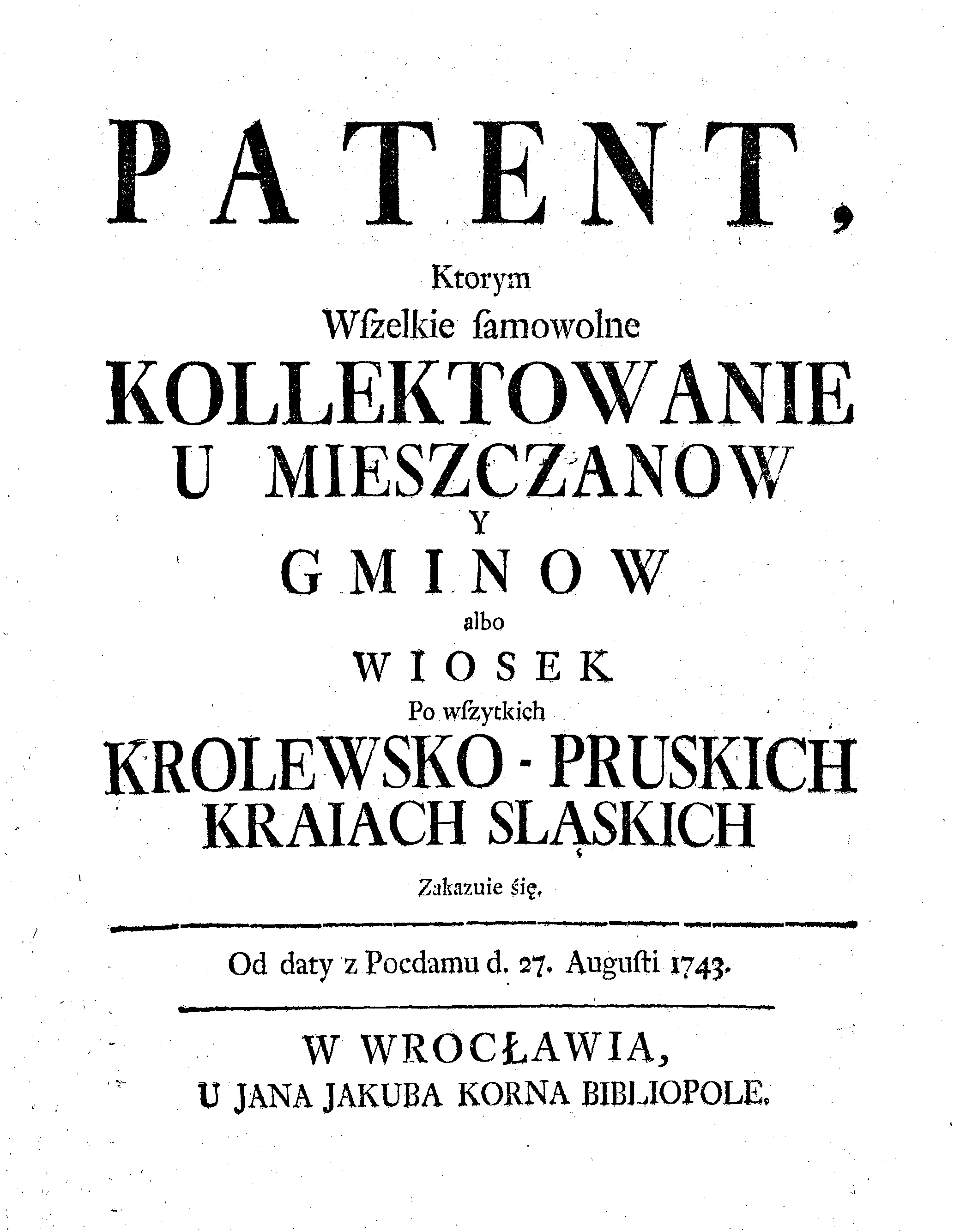
Pruski patent wydany w 1743 roku w języku polskim we Wrocławiu, w którym Fryderyk II Wielki zakazuje samowolnych zebrań mieszkańców Śląska.

Na Górnym Śląsku zniszczona została liczna jeszcze warstwa szlachty posługującej się gwarą śląską lub polskojęzycznej. Na Śląsku Dolnym śląską (mówiącą polskim dialektem śląskim) ludność protestancką spotkały prześladowania kontrreformacyjne Habsburgów. Warto zauważyć, że źródła niemieckie z roku 1641 mówią o osobnym cechu polskim w Kątach Wrocławskich, natomiast pod datą 1689 znajduje się wzmianka, że lud pomiędzy Kątami Wrocławskimi a Oławą mówi przeważnie po polsku.
Po zajęciu Śląska przez Prusy w wyniku trzech wojen śląskich z Austrią jeden z pierwszych dekretów Fryderyka Wielkiego z 1764 roku był skierowany przeciwko językowi polskiemu. W tym zarządzeniu germanizacyjnym nakazuje on wprowadzenie języka niemieckiego jako języka urzędowego oraz wydaje zakaz zatrudnienia w szkołach nauczycieli nie posługujących się językiem niemieckim. Zarządzenie zakazywało także każdemu dominium zatrudnianie pod karą 10 talarów kogokolwiek bez znajomości języka niemieckiego do pracy oraz służby w folwarku, a nawet zakazywało udzielania zgody na śluby jeżeli nowożeńcy nie nauczą się mówić po niemiecku. Wprowadzono restrykcje w używaniu języka polskiego we wszystkich szkołach i urzędach. Radcom ziemiańskim powiatów wrocławskiego, brzeskiego, niemodlińskiego, oławskiego, grodkowskiego, nyskiego, średzkiego, trzebnickiego, oleśnickiego, namysłowskiego, kluczborskiego i sycowskiego Fryderyk oznajmiał:
(...)Ponieważ usilnie pragniemy, aby w tych okolicach i miejscowościach, gdzie poddani władają tylko językiem polskim, język niemiecki coraz więcej się rozpowszechniał, wobec czego polskim proboszczom polecono w przeciągu roku w języku niemieckim się wydoskonalić, ponieważ polscy nauczyciele mają być usunięci, a ich posady objąć ludzie, którzy rozumieją po niemiecku i po polsku i młodzież w języku niemieckim uczyć(...)
Akcja germanizacyjna zainicjowana przez Fryderyka przebiegała jednak w początkowym okresie dość opornie i nie przyniosła rządowi pruskiemu pokładanych nadziei na szybką germanizację ludności polskiej na Śląsku. Wyraźnie rozczarowany postępem germanizacji na terenie Śląska Fryderyk Wielki apelował do radców ziemiańskich powiatów górnośląskich i granicznych w kolejnym zarządzeniu germanizacyjnym wydanym we Wrocławiu dnia 10.11.1773 roku:
(...)Spodziewaliśmy się, że na mocy ponawianego upomnienia i zamianowania po szkołach na Górnym Śląsku nauczycieli władających językiem niemieckim i polskim, a uzdolnionych do nauczania języka niemieckiego, nauka tego języka rozszerzy się i rozpowszechni, tymczasem ku naszemu wielkiemu niezadowoleniu stwierdzamy, że mimo to nauka języka niemieckiego i jego rozpowszechnienie napotyka na wiele przeszkód(...) dziedzice nie zwracają uwagi na to, ażeby rodzice i mieszkańcy pomiędzy sobą językiem tym posługiwali i dzieci swoje do używania tego zniewalali; zdarza się nawet, że dziedzice sprzeciwiają się raczej zaprowadzeniu języka niemieckiego, w miejsce skażonego i zepsutego języka krajowego, i wcale go nie popierają. Zaledwie wiarę dać możemy temu, ażeby dziedzice i osoby, którym przecież zależeć powinno na uchylaniu stanu nieokrzesanego i ciemnoty i na usuwaniu zepsutego krajowego języka polskiego (przez co się owa okolica przedstawia niekorzystnie), sprzeciwiać się mogły rozpowszechnianiu języka niemieckiego jako jednego z głównych środków cywilizacji tamtejszych mieszkańców (...)
Około roku 1826 stosunki etniczne pod Wrocławiem przedstawiały się następująco: w Laskowicach na 71 gospodarstw polskich przypadało 11 niemieckich, w Nowym Dworze na 38 polskich przypadały 4 niemieckie, w Piekarach na 40 polskich – 4 niemieckie, w Dębinie na 42 gospodarstwa polskie – 7 niemieckich, w Chwałowicach na 36 polskich – 4 niemieckie, w Dziuplinie Dużej na 45 polskich – 2 niemieckie, w Dziuplinie Małej na 11 polskich – 1 niemieckie, w Jelczu na 32 polskie – 5 niemieckich, w Ratowicach na 58 polskich – 7 niemieckich, w Wojnowicach na 18 polskich – 1 niemieckie. Po polsku mówiono także w Kamieńcu Wrocławskim na samym przedmieściu Wrocławia oraz w Kątach Wrocławskich i Gniechowicach.
W latach 1845–1850 dzięki działalności Fiedlera nastąpił swoisty renesans dolnośląskiej polszczyzny na Śląsku Średnim, jednak około 1886 władze II Rzeszy Niemieckiej rozpoczęły wielką akcję germanizacyjną, rozpoczynając od germanizowania polskich nazw miejscowych. Nabożeństwa polskie zostały ostatecznie zabronione przez władze niemieckie dopiero w 1919 roku. Warto odnotować, że sam proces germanizacji napotykał na silny opór miejscowej ludności, co szczególnie zaznaczyło się na wsi podwrocławskiej w latach 1824–1826, kiedy ludność ta pod wodzą chłopa Jerzego Treski przeciwstawiła się germanizacyjnej polityce państwa pruskiego realizowanej przez kościół luterański. Innym przykładem podobnych zajść była wieś Miodary w okolicach Namysłowa, w której opór ludności przeciw wynaradawiającym rozporządzeniom władz złamało wojsko pruskie (1834).
Gwara dolnośląska w powiatach wrocławskim i oławskim (okolice Oławy, Jelcza-Laskowic, Piekar, Ratowic, Miłoszyc) przetrwała do lat 1866–1888, ulegając następnie całkowitej germanizacji. Ostatnimi miejscowościami polskojęzycznymi na lewym brzegu Odry w powiecie oławskim były Wierzbno, Sobocisko i Siedlce.
Postęp procesu germanizacyjnego był najbardziej widoczny w okolicach Wrocławia. W okresie od XVII do połowy XVIII wieku mówiono po polsku w 50 wsiach położonych w najbliższym sąsiedztwie miasta, co jest udokumentowane dzięki wizytacjom duszpasterskim w tamtejszych parafiach. Na przełomie XVIII i XIX wieku liczba takich polskojęzycznych wsi spadła do kilku. W pierwszych dziesięcioleciach XIX stulecia zanikły na Dolnym Śląsku całe wyspy mowy polskiej. Był to efekt wykorzystania do polityki germanizacyjnej kościoła luterańskiego, którego głową był król Prus. Doktryna absolutnego posłuszeństwa wobec władz zwierzchnich występująca w luteranizmie zmusiła pastorów do podporządkowania się germanizacyjnej polityce królewskiej i usuwania języka polskiego z nabożeństw. Natomiast wierni kościoła musieli w imię zasady posłuszeństwa zastosować się do poleceń duchownych, nakazujących zamianę będącego w użyciu języka polskiego na niemiecki. Około roku 1885 po ponad stuleciu germanizacyjnej polityki pruskiej zasięg śląskiego dialektu przybrał obecną postać.

## Tereny reliktowego zachowania gwary dolnośląskiej
Gwara dolnośląska zachowała się reliktowo na terenie Dolnego Śląska. W wyniku germanizacji jaka nastąpiła po włączeniu w granice Prus po tzw. wojnach śląskich zanikła stopniowo wśród Dolnoślązaków. Po dawnym dialekcie dolnośląskim zachowały się reliktowe gwary Chwalimia koło Wolsztyna (Zielonogórskie) oraz tzw. gwara Chazaków Rawickich obejmujące około 22 wsi koło Rawicza oraz gwary dawnej ziemi wschowskiej we wsiach Brenno i Wijewo. Gwary te przetrwały dzięki osiedleniu w przeszłości ludności śląskiego pochodzenia na pograniczu wielkopolsko-śląskim. Obecnie znajdują się w stadium zanikania.
Inną enklawą utrzymywania się tej gwary były okolice Namysłowa, Sycowa oraz Międzyborza. Na obszarze tym polsko-śląski język pisany doszedł do wyrafinowanego poziomu już w XVII stuleciu, a to w znacznej mierze za sprawą chwilowego połączenia księstwa opolsko-raciborskiego z Koroną Polską przez Władysława IV Wazę (1646-1666). Uchroniło to ludność księstwa przed zniszczeniami schyłkowej fazy Wojny Trzydziestoletniej i umożliwiło rozwój kultury literackiej. W protestanckich gimnazjach w Byczynie, Wołczynie oraz Brzegu tworzyli tacy śląscy pisarze i poeci jak Jerzy Bock oraz Adam Gdacjusz. W XIX stuleciu dzięki wybitnym pastorom takim jak Robert Fiedler oraz Jerzy Badura (1845-1909) dialekt dolnośląski przetrwał w rejonie Sycowa i Międzyborza znacznie dłużej niż pod Wrocławiem. Z okolic Międzyborza pochodzi spisana około 1864 roku pieśń ludowa w gwarze Dolnego Śląska, która stała się obecnie hymnem Wrocławia.

## Przykłady
Ze Słownika Oławskiego Baltazara Działasa wiemy, że gwara dolnośląska była mazurząca.
„Śląski Polak mówi (...) – cz jak zwykłe -c, – sz jak – s, – ź i – ż jak czyste – z, – ą i – ę na końcu wyrazu jest czytane tak samo jak w środku (...) – ł nie jest zupełnie słyszalne, np. człowiek – cowiek, łaska – uaska, członek -conek, chwała – chwoa”.
Tak wyglądało to w zdaniach:
- Przy wsyskim, co cynią, rozmyślay, co za koniec ta rzec weznie.
- Kto chce mądrym być, musi się pilnie ucyć.
- Maó i módy cowiek zwie się dziecie.
- Módy gburski karlus (młody kmiecy chłopak).
- Suchey rodziców i naucicielów, bo oni są twoią piersą zwierzchnością.

Podwrocławscy chłopi mówili też: wiecorzo (wieczerza), swacyna (podwieczorek), bacę (patrzę, uważam), vagabon (włóczęga), zebrok (żebrak), iś (iść), bantować (kuleję), cieluch (głupek), zodziey (złodziej), ciepać (rzucać), sporny (uparty), desc (deszcz), sapak (pijak), halibuta (chwalipięta, samochwał), sceście (szczęście), kobua (kobyła), śpaciergang (spacer), gody (Boże Narodzenie), copka (czapka), kornykiel (królik), chaupa (dom), smad (swąd), pisarek ceitungowi (gazeciarz, pisarz gazetowy), na przek (na ukos), gorzouka (wódka), kacmorz (karczmarz).
Pieśń We Wrocławiu na rynecku zapisał w okolicy Międzyborza pow. Syców (województwo dolnośląskie) niejaki Bock i opublikował ją w roku 1864 w kalendarzu dla prowincji poznańskiej. Warto zauważyć, że gwara z tej pieśni (gwara okolic Międzyborza i Sycowa) różniła się od gwary podwrocławskiej (okolice Wrocławia, Oławy, Jelcza i Laskowic) opisanej przez Bandtkiego i Działasa. Obrazuje to jak zróżnicowany był dialekt (czy też dialekty) Dolnego Śląska.